# Cyrtandreae
Cyrtandreae es una tribu de plantas de la familia Gesneriaceae.

## Géneros
Tiene los siguientes géneros:
- Cyrtandra - Rhynchotechum - Sepikea